# Royal International Air Tattoo

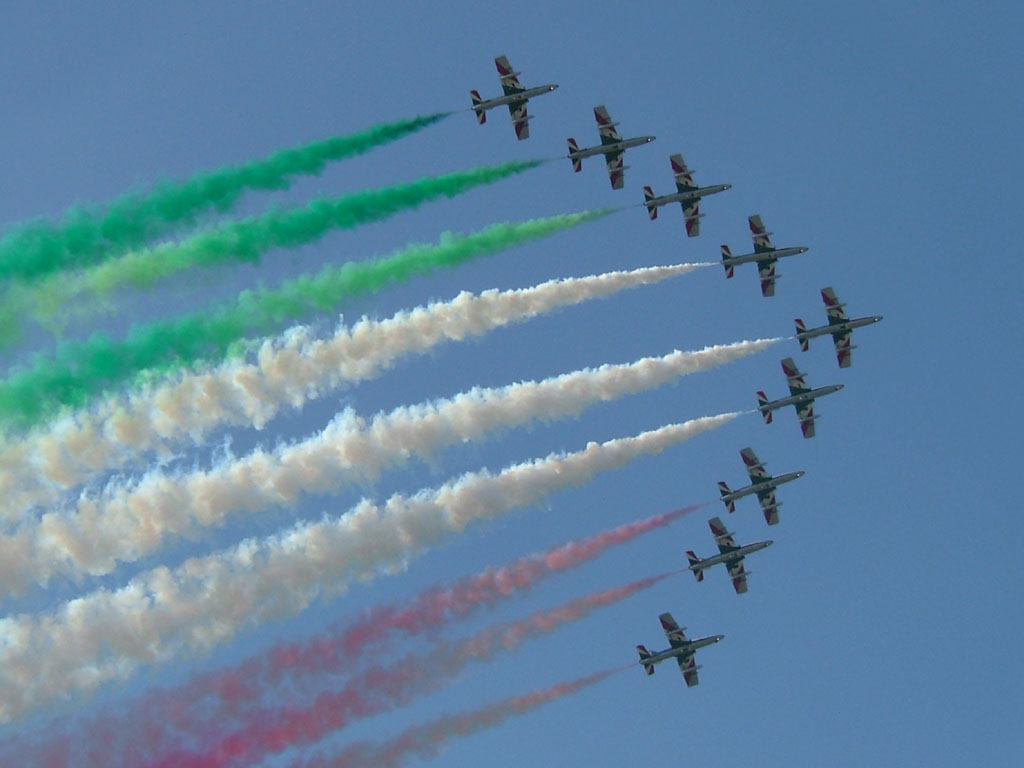
Passaggio finale delle Frecce Tricolori al Royal International Air Tattoo, 2005.

Il Royal International Air Tattoo (comunemente abbreviato RIAT) è un tattoo militare e una delle più grandi manifestazioni aeree al mondo. Questo airshow si tiene annualmente durante il terzo fine settimana di luglio presso la base RAF di Fairford (Gloucestershire), Regno Unito. Insieme alla fiera internazionale di Farnborough rappresenta uno dei massimi appuntamenti nel Regno Unito e in tutta Europa.
Lo spettacolo attira un numero totale che si aggira tra i 150.000 e i 200.000 spettatori durante il weekend.

## Storia
L'evento ha avuto una serie di primati per una manifestazione aeronautica, compreso il primo volo e atterraggio del bombardiere stealth B-2A Spirit al di fuori degli Stati Uniti d'America nel corso dell'edizione 1997. Nel 2008 (anche se la manifestazione venne cancellata per maltempo), si è avuto il primo atterraggio del F-22 Raptor in Europa.
L'airshow è una vetrina del mondo militare ed è diventata un importante evento anticipatore del Farnborough Airshow, che si svolge una settimana dopo il RIAT. Esso consente all'industria aerospaziale militare l'esibizione e la presentazione dei suoi prodotti al di fuori delle pressioni commerciali che sono solite accompagnare lo show di Farnborough.

### Cancellazione del 2008

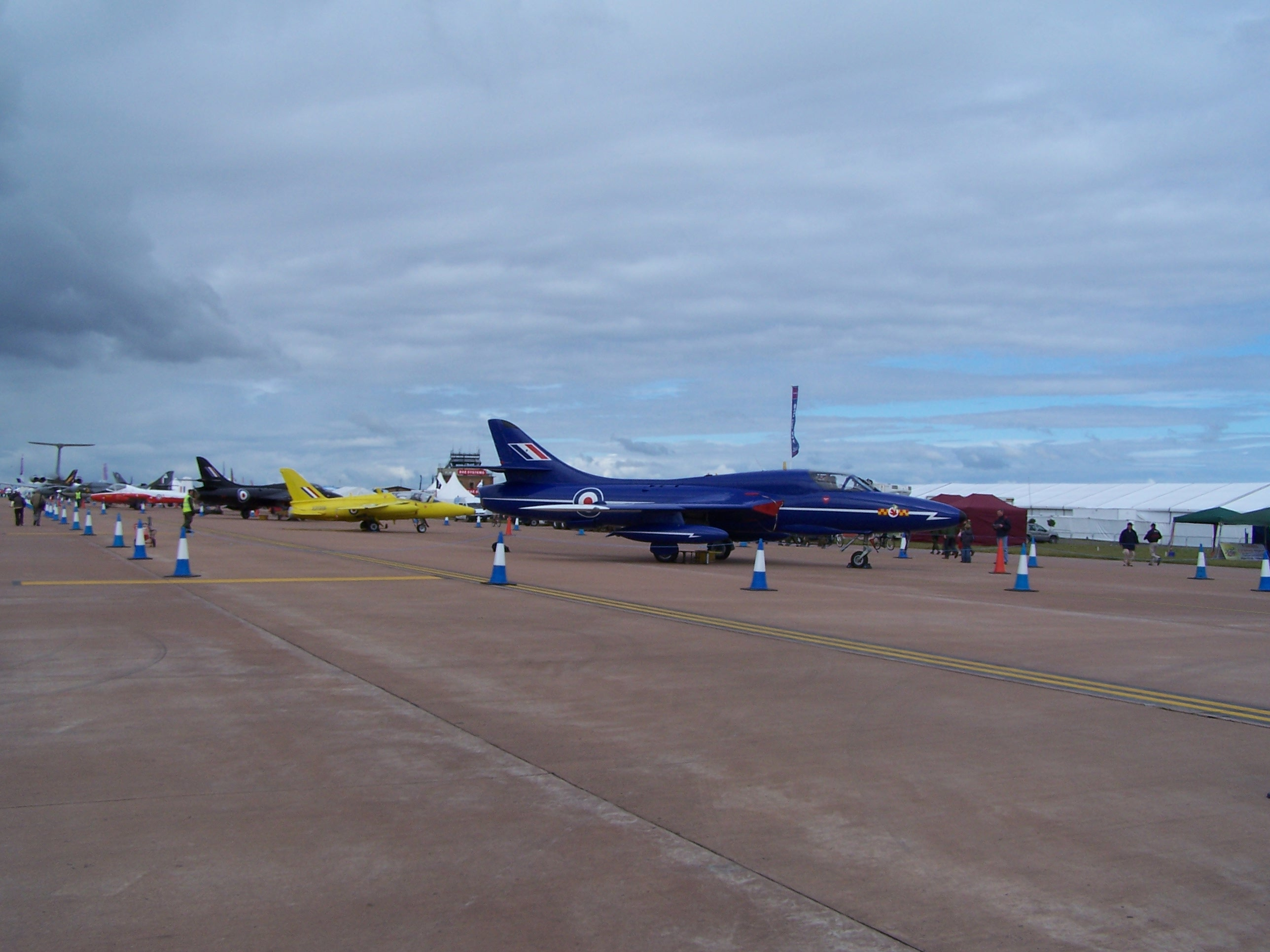
RIAT 2008 momenti successivi alla cancellazione.

Nel 2008 la manifestazione programmata per il 12-13 luglio, è stata annullata all'ultimo minuto a causa del maltempo. In quell'anno il RIAT aveva come tema "Il 90º anniversario della Royal Air Force" (90th Anniversary of the Royal Air Force and Global Engagement) ed erano previsti grandi eventi per quella particolare ricorrenza: in particolare l'arrivo di una squadriglia dimostrativa del F-22 Raptor (F-22 Raptor Demonstration Team), ciò costituiva anche il primo volo transatlantico di questo velivolo. Problemi di sicurezza per le centinaia di migliaia di visitatori attesi hanno portato gli organizzatori alla cancellazione all'ultimo minuto della sezione pubblica del RIAT per la prima volta nella storia dello show.

L'11 luglio, il giorno precedente all'apertura della manifestazione al pubblico, la regina Elisabetta II, ha presentato i nuovi colori della RAF e RAF Regiment di fronte a ospiti e selezionati VIP.

### RIAT 2009
IL RIAT 2009 si è tenuto il 18-19 luglio, la manifestazione ha celebrato il 60º anniversario della NATO. Lo spettacolo è stato caratterizzato tutto da eventi e dimostrazioni Search and Rescue (ricerca e salvataggio), come riconoscimento all'importanza che rivestono queste missioni e le persone che le svolgono. In tutto sono accorsi oltre 160.000 spettatori.

## Incidenti
Nel 1993, due caccia Mikoyan-Gurevich MiG-29 appartenenti alla VVS, l'aviazione militare russa, entrarono in collisione a mezz'aria e fortunatamente si schiantarono lontano dal pubblico. Nessuno rimase ferito. Dopo essersi espulsi, tramite seggiolino eiettabile i due piloti erano atterrati in sicurezza. Gli investigatori in seguito accertarono che la causa dell'incidente era da attribuire ad un errore del pilota.
Nel 2002 un G.222 appartenente all'Aeronautica Militare Italiana ebbe un cedimento del carrello anteriore. Non ci fu nessun ferito fra il pubblico e i tre componenti dell'equipaggio, appena l'aereo si fermò, scesero da esso tramite la rampa posteriore.

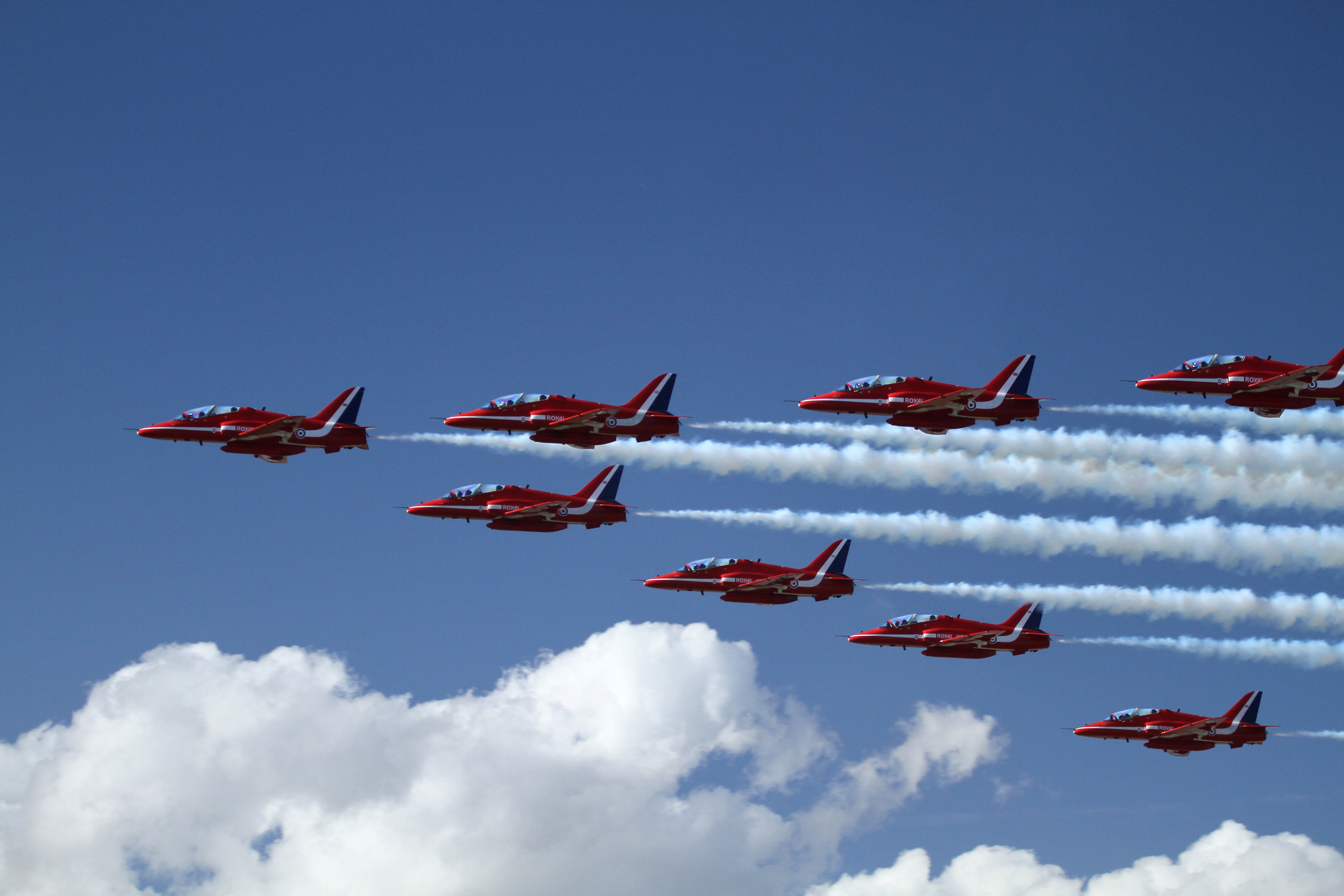
Esibizione delle Red Arrows (squadriglia acrobatica inglese)
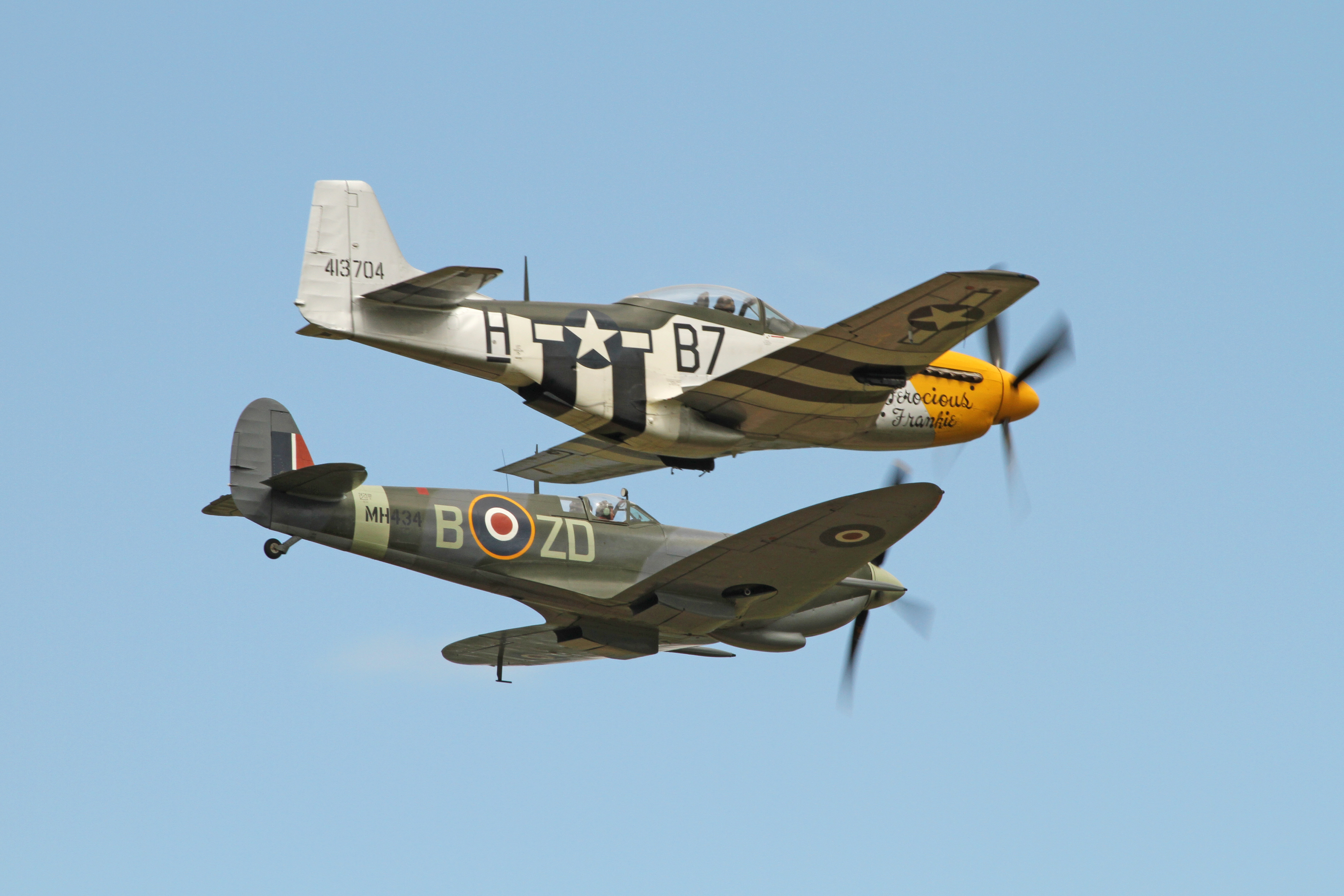
Spitfire MkIIa e un P-51 Mustang in volo
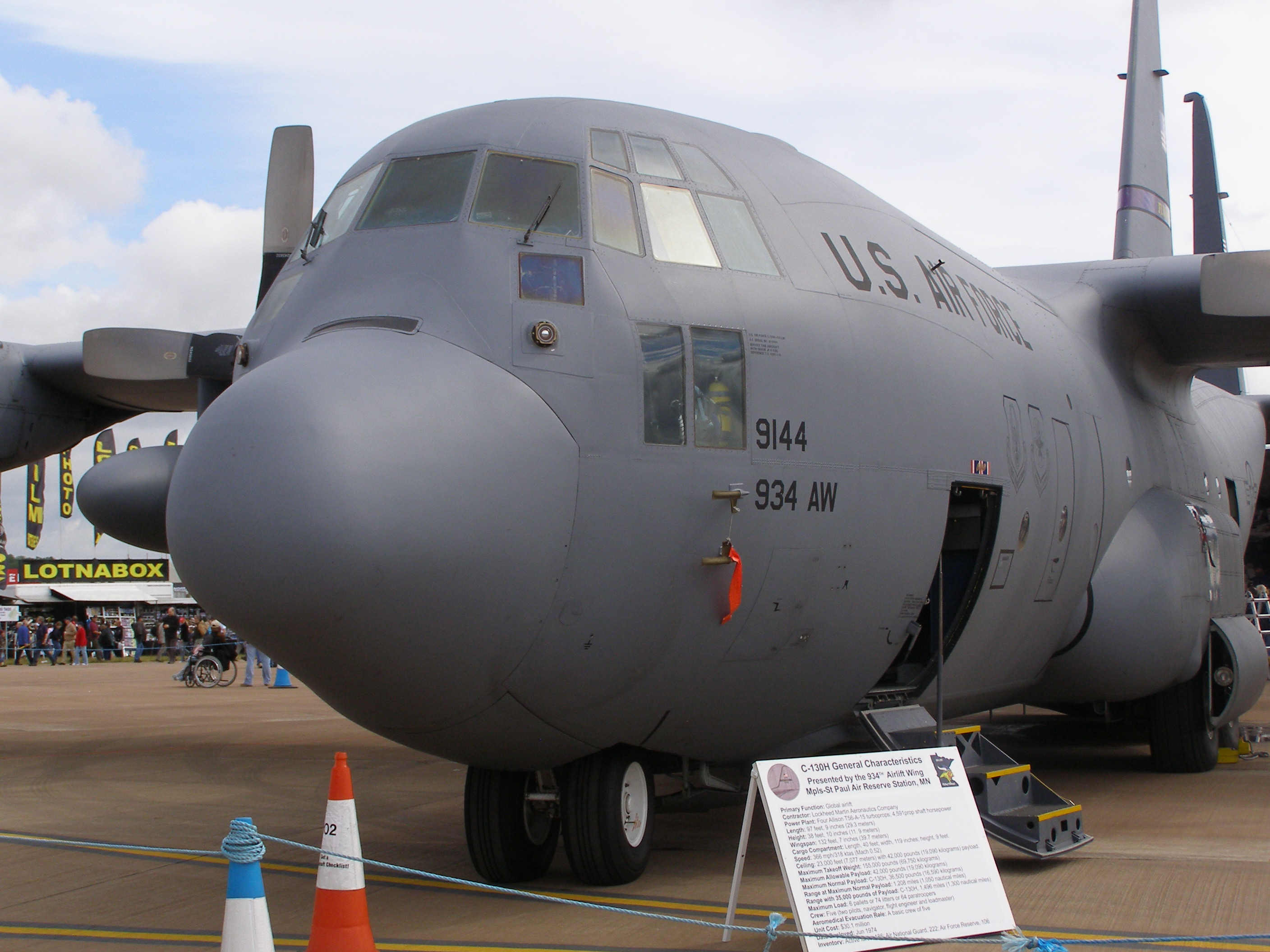
C130
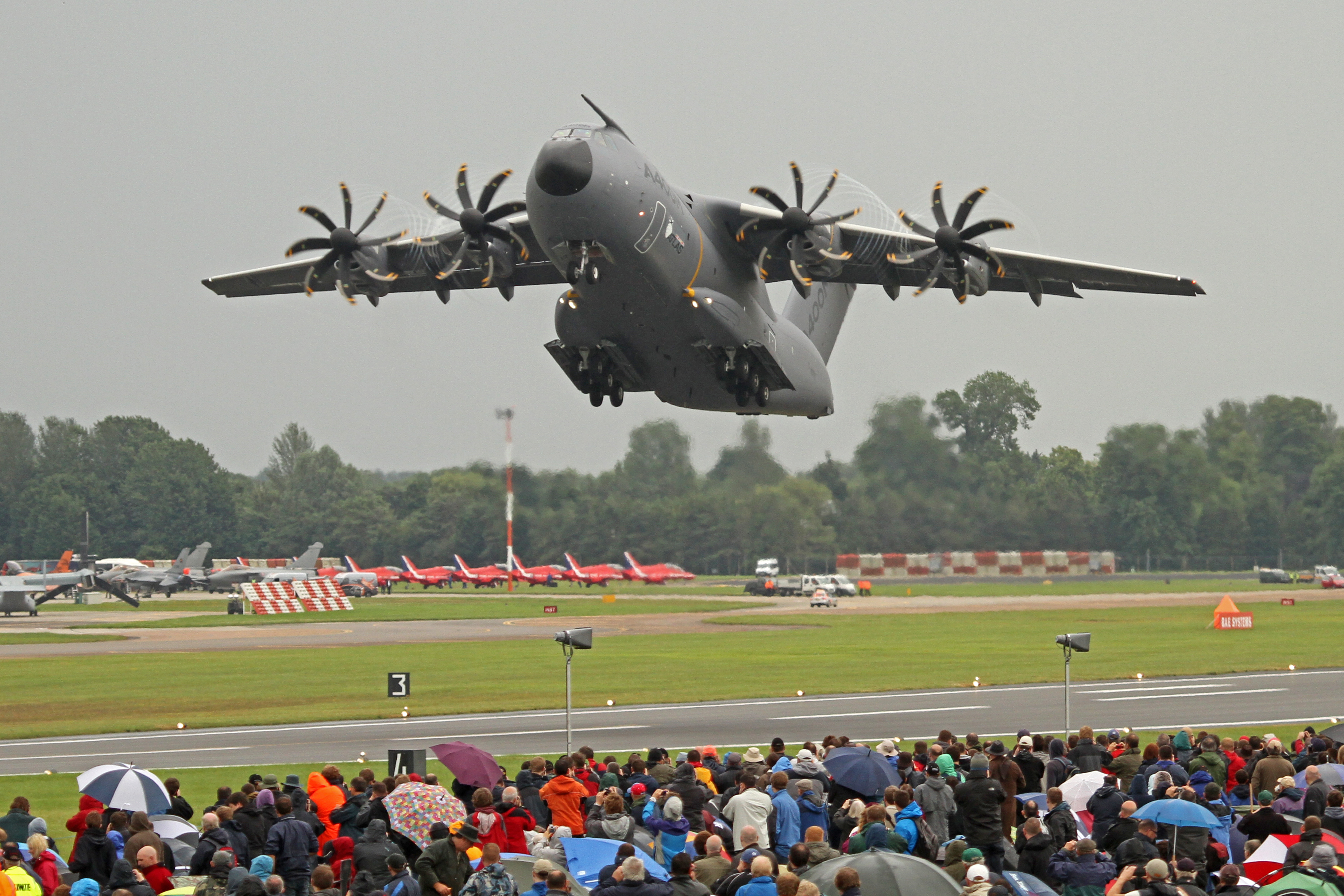
Airbus A400M in decollo
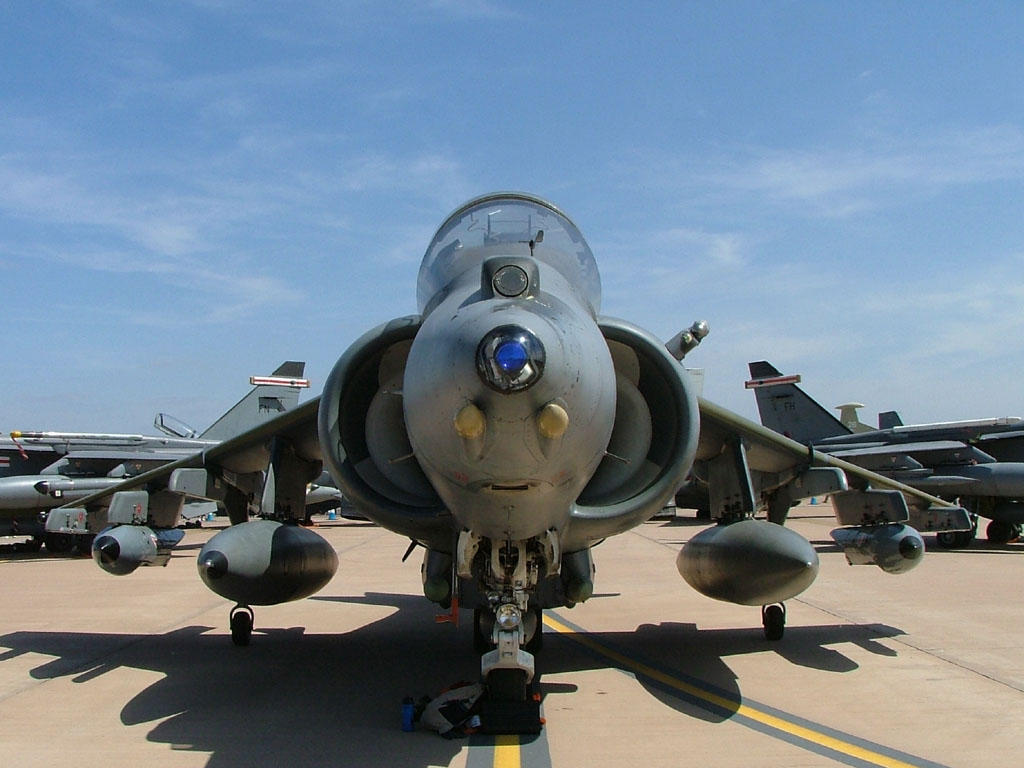
Harrier esposto nel 2005
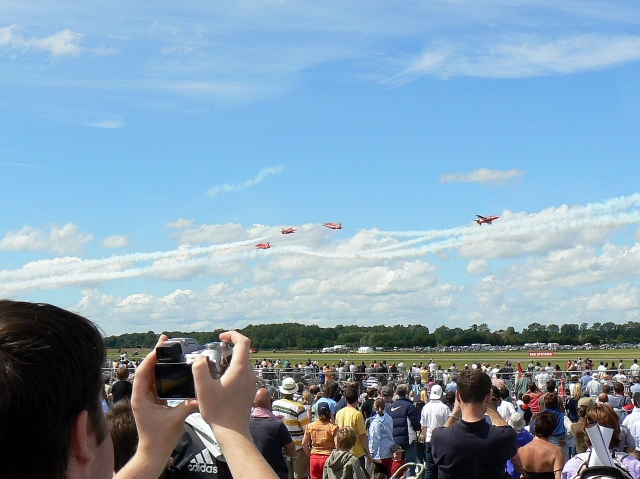
Panoramica durante le esibizioni